# Islote Mosquera
El Islote Mosquera también llamado Isla Mosquera es una isla ecuatoriana que geográficamente hace parte de las Islas Galápagos y que administrativamente está integrado en la Provincia de Galápagos. Se localiza entre las islas de Seymour y Baltra, su relieve es plano, posee playas de arena blanca, se practican en ella diversos deportes acuáticos. Posee un largo máximo de 620 metros y 130 metros de ancho, y área de 4,6 hectáreas. Se ubica en las coordenadas geográficas 00°24′16″S 90°16′41″O / -0.40444, -90.27806.